# Alexander Pulalo
Alexander Pulalo (Jayapura, 8 maggio 1973) è un ex calciatore indonesiano, di ruolo difensore.

## Carriera

### Club
Ha sempre giocato nel campionato indonesiano.

### Nazionale
Con la maglia della nazionale ha partecipato alla Coppa d'Asia 2004.